# Thyreopterus
Thyreopterus is een geslacht van kevers uit de familie van de loopkevers (Carabidae). De wetenschappelijke naam van het geslacht is voor het eerst geldig gepubliceerd in 1831 door Dejean.

## Soorten
Het geslacht Thyreopterus omvat de volgende soorten:
- Thyreopterus angusticollis Peringuey, 1904
- Thyreopterus ardoini (Basilewsky, 1961)
- Thyreopterus bifasciatus Hope, 1842
- Thyreopterus bilunatus Burgeon, 1933
- Thyreopterus caliginosus (Basilewsky, 1957)
- Thyreopterus chirindanus Basilewsky, 1955
- Thyreopterus collarti (Alluaud, 1932)
- Thyreopterus decellei (Basilewsky, 1963)
- Thyreopterus effugiens Basilewsky, 1968
- Thyreopterus flavosignatus Dejean, 1831
- Thyreopterus kaboboanus Basilewsky, 1960
- Thyreopterus kivuanus Basilewsky, 1960
- Thyreopterus latipennis (Alluaud, 1932)
- Thyreopterus lepesmei Burgeon, 1942
- Thyreopterus letestui Alluaud, 1932
- Thyreopterus limbatus Boheman, 1848
- Thyreopterus lusingae (Basilewsky, 1953)
- Thyreopterus luteicornis Chaudoir, 1869
- Thyreopterus maculatus Chaudoir, 1837
- Thyreopterus mediomaculatus (Burgeon, 1933)
- Thyreopterus orbicollis Burgeon, 1942
- Thyreopterus overlaeti Burgeon, 1937
- Thyreopterus plesius (Alluaud, 1932)
- Thyreopterus posticalis Alluaud, 1932
- Thyreopterus ptolemaei (Alluaud, 1917)
- Thyreopterus quadrilunatus Burgeon, 1933
- Thyreopterus rugicollis (Basilewsky, 1951)
- Thyreopterus spinipennis Alluaud, 1916
- Thyreopterus uelensis Burgeon, 1937
- Thyreopterus undulatus Dejean, 1831
- Thyreopterus vaneyeni (Basilewsky, 1949)